# Anne d'Yve

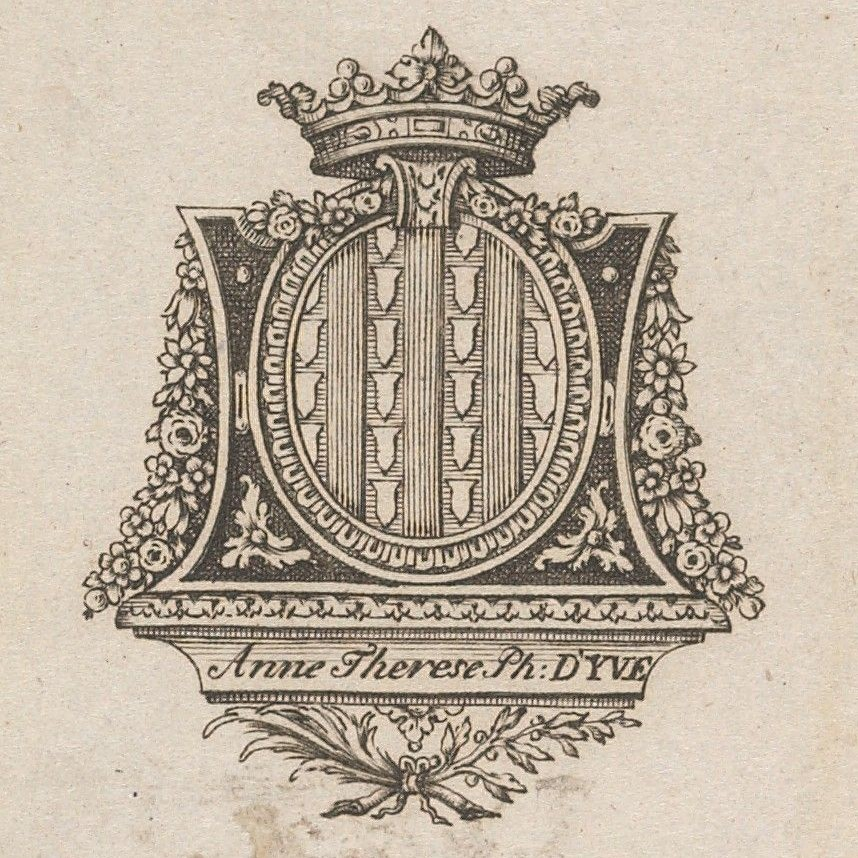
Ex-libris van Anne Thérèse Philippine d'Yve

Anne Thérèse Philippine d'Yve (Brussel, 22 juli 1738 - aldaar, 25 maart 1814) was een politiek actieve adellijke dame die de Brabantse revolutie van 1789 mee hielp organiseren.

## Activiste
Anne Thérèse Philippine d'Yve was een ongetrouwde gravin met een groot netwerk. Ze was de gastvrouw van een politiek salon in Brussel. Haar politiek activisme was bekend. De burgemeester van Brussel, een frequente gast, werd gearresteerd en ze kreeg een waarschuwing dat ze moest ophouden met haar activiteiten. Haar aandeel in de revolutie was niet min. Ze bracht de conservatieve en democratische facties van de anti-Oostenrijkse oppositie in contact en deed grote moeite om de adel, de gilden en de democraten aaneen te smeden.
Later trok ze zich terug in Parijs, waar ze zich liet aanspreken als Mademoiselle Marchal. Onvermoeibaar bepleitte ze er de zaak van politieke gevangenen en gedeporteerden.
Bij de veiling van de bibliotheek van de gravin op 27 oktober 1820, verwierf de kunst- en boekverzamelaar Karel van Hulthem de wapengedichten en het wapenboek Gelre voor de som van 19 gulden. Hij schonk het nadien bij legaat aan de Koninklijke Bibliotheek van België.

## Voetnoten
1. ↑  Paul Verhaegen, La Belgique sous la domination française, vol. III, 1981, blz. 552
2. ↑  Herman Liebaers, e.a., Karel Van Hulthem. Tentoonstellingscatalogus 200ste verjaardag van zijn geboorte, Brussel, 1964, blz 271.